# Autostrada Sistiana-Rabuiese

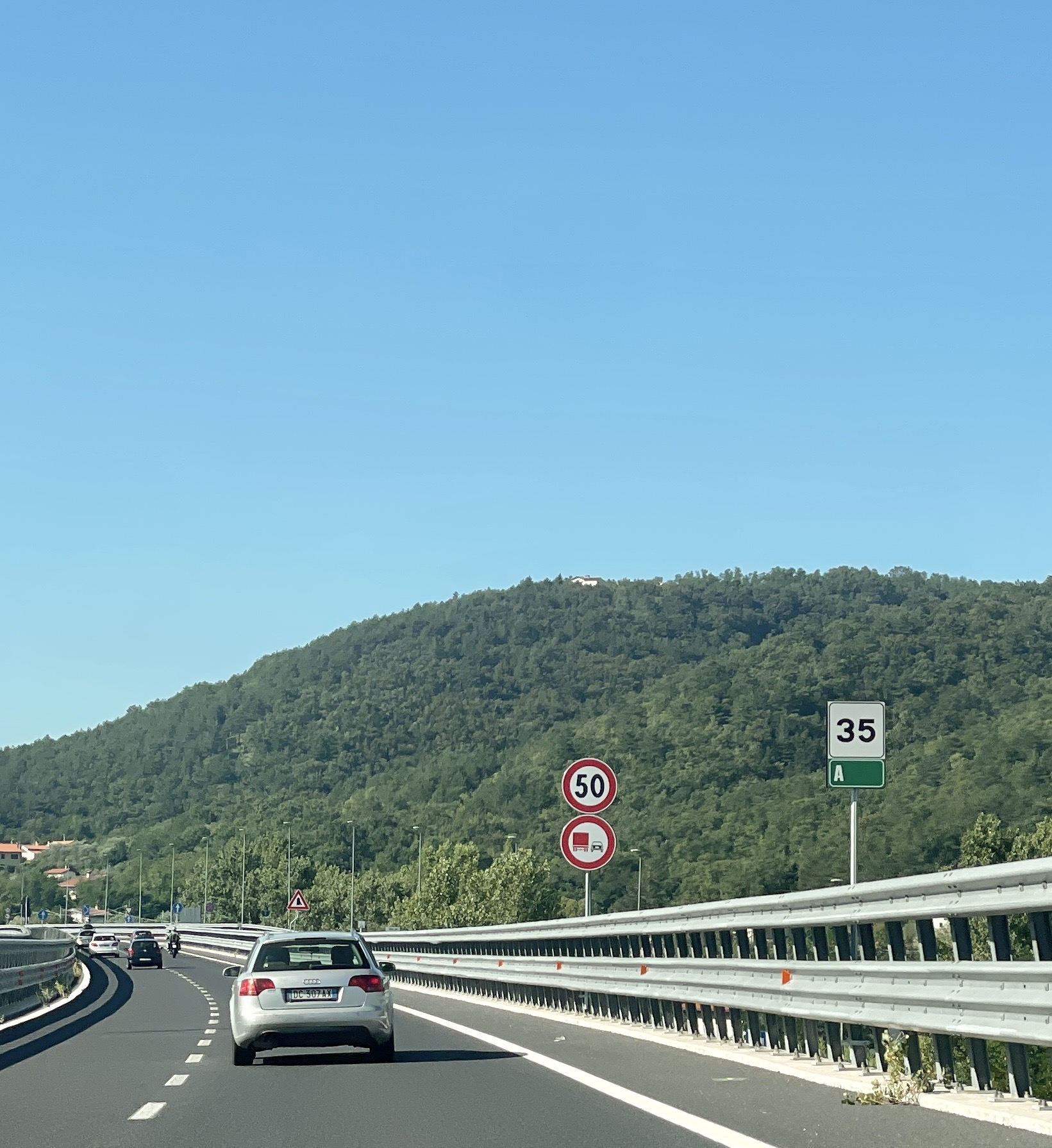
L’autostrada in direzione Slovenia, tratto Lacotisce-Rabuiese. Si noti la progressiva kilometrica che indica il km 35 in continuità con il RA13

L’autostrada Sistiana-Rabuiese è un'autostrada italiana senza pedaggio costituita da due tronchi collegati tra di loro dalla SS202, gestita dall'Anas. La progressiva chilometrica di entrambe le tratte è la continuazione del RA13.
Nonostante la denominazione l'autostrada non ha origine a Sistiana, bensì a Padriciano. L'autostrada è divisa in due tronchi, connessi fra loro dalla strada statale 202 Triestina, che ha comunque caratteristiche di strada extraurbana principale. Il primo tronco (già classificato provvisoriamente come NSA 344) collega senza soluzione di continuità il raccordo autostradale 13 alla SS 202 e ha la segnaletica a sfondo verde mentre il secondo tronco (già classificato come NSA 326) collega la SS 202 al confine di stato di Rabuiese e ha la segnaletica a sfondo blu nonostante sia definita autostrada.
Dal 19 novembre 2008, data di apertura di entrambi i tronchi, è stata quindi completata la cosiddetta Grande Viabilità Triestina che consente di unire con un'unica strada a 2 corsie per senso di marcia, senza soluzione di continuità, l'autostrada A4 al porto di Trieste, attraverso il RA 13, la ex NSA 344 e la SS 202.
Assieme alla Strada di grande comunicazione Firenze-Pisa-Livorno, la Superstrada Pedemontana Veneta e l'autostrada Catania-Siracusa è una delle quattro strade che ha ricevuto in via definitiva una classificazione formata solo da lettere e non alfanumerica.

## Tratto RA 13-SS 202 (già NSA 344)

### Storia

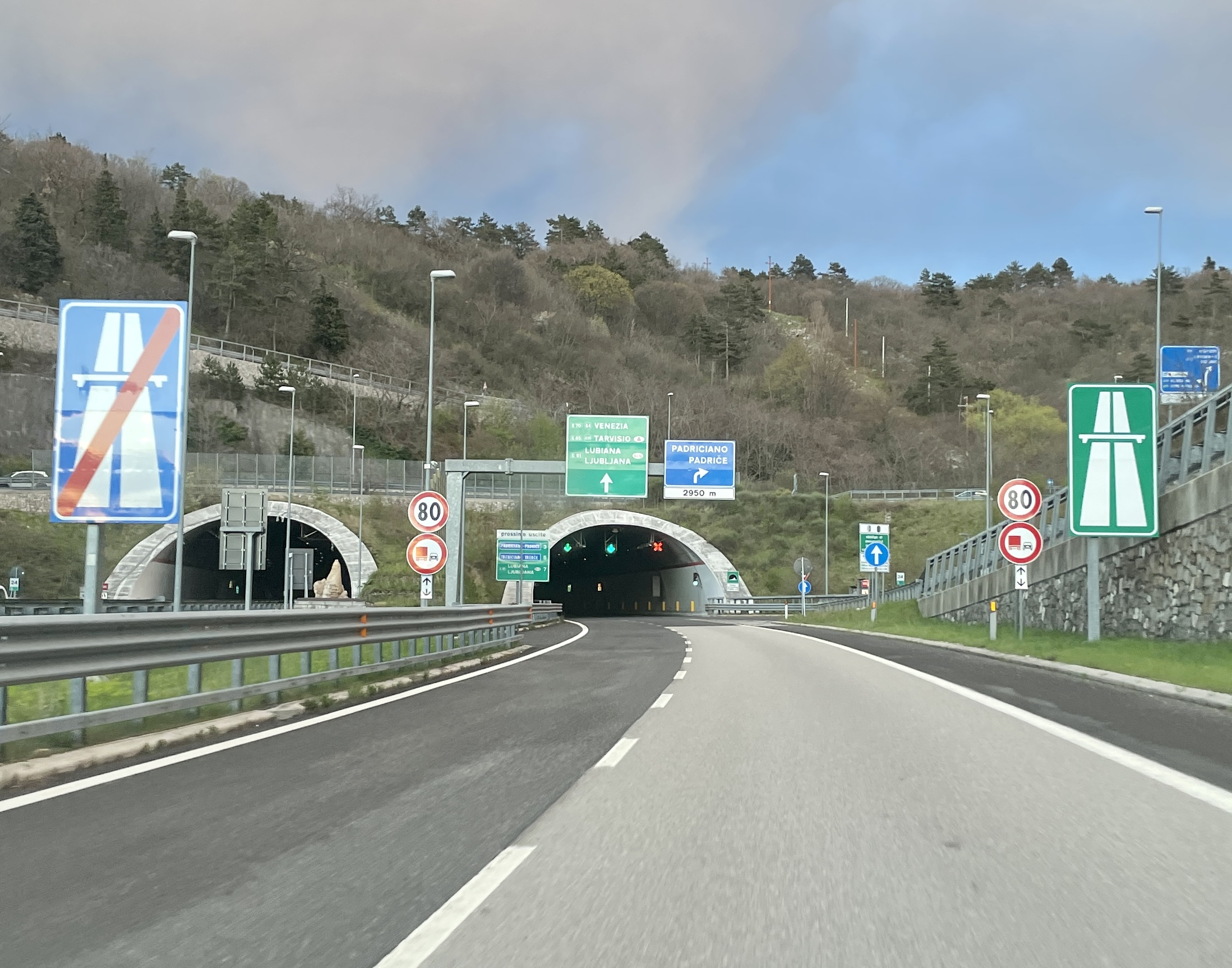
L’inizio del tratto RA13-SS202, provenendo dalla SS202 verso il RA13 con la galleria Carso; si nota il cambio da strada extraurbana principale (SS202) a autostrada

Il tratto di collegamento tra il RA 13 e la SS 202 è stato cantierato nel 2002 e completato nel 2008. 
Il Comune di Trieste era la stazione appaltante mentre l'impresa Collini ha eseguito i lavori. La spesa è stata pari a oltre 223 milioni di euro.
All’apertura a questo tronco è stata assegnata la denominazione provvisoria NSA (nuova strada Anas) 344.

### Caratteristiche
Questa tratta è lunga 5,50 km, e si sviluppa quasi interamente in 2 gallerie (la galleria Carso lunga 2,85 km e la galleria Cattinara lunga 292 m).
La progressiva kilometrica è condivisa con il RA13. 
La strada presenta i segnali di inizio e fine autostrada.

### Tabella percorso
| Tronco Padriciano-Cattinara |                                                                             |      |      |           |
| Tipo                        | Indicazione                                                                 | ↓km↓ | ↑km↑ | Provincia |
|                             | Sistiana-Padriciano                                                         | 20,6 | 16,2 | TS        |
|                             | Padriciano - Fiume (HR) Triestina                                           | 20,6 | 16,2 | TS        |
|                             | Galleria Carso (2850 metri)                                                 | 21,2 | 12,7 | TS        |
|                             | Cattinara Triestina (solo uscita direzione RA 13, entrata direzione SS 202) | 25,6 | 11,2 | TS        |
|                             | Triestina                                                                   | 25,6 | 11,2 | TS        |

## Tratto SS 202-Rabuiese (già NSA 326)

### Storia

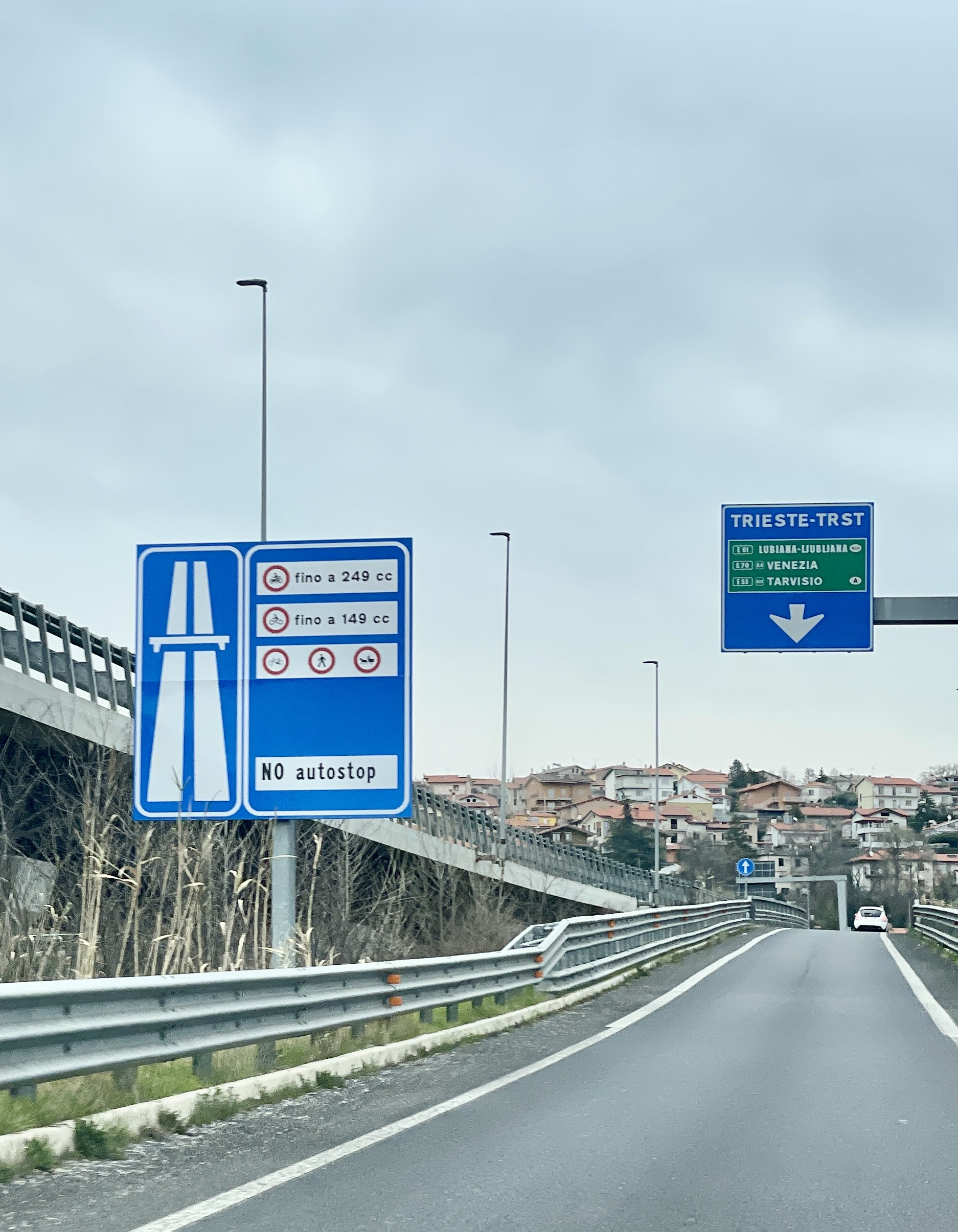
La rampa di ingresso dello svincolo Muggia, in direzione SS202; si nota il segnale di inizio strada extraurbana principale

La costruzione del raccordo di 4,6 km per il confine di stato di Rabuiese è stato previsto dagli accordi di Osimo del 1975 e dal conseguente decreto del presidente della Repubblica 6 marzo 1978, n. 100 (GU n. 102 suppl. ord. del 13/04/1978). 
I lavori sono iniziati nel 2004 e terminati nel 2008; l'Anas ha gestito l'appalto mentre i lavori sono stati eseguiti dall'azienda Collini per una spesa di circa 154 milioni di euro.
Con l'apertura, nel 2008, influì drasticamente al calo del traffico lungo l'ex strada statale 15 Via Flavia.
All’apertura a questo tronco è stata assegnata la denominazione provvisoria NSA (nuova strada Anas) 326.

### Caratteristiche
La strada, a dispetto del nome, presenta i segnali di inizio e fine strada extraurbana principale. Presenta le progressive kilometriche con il simbolo A a sfondo verde delle autostrade.
In alcuni documenti ufficiali dello stato italiano è definita autostrada.

### Tabella percorso
| Tronco Lacotisce-Rabuiese |                                                                               |      |      |           |
| Tipo                      | Indicazione                                                                   | ↓km↓ | ↑km↑ | Provincia |
|                           | Triestina                                                                     | 32,2 | 4,6  | TS        |
|                           | Galleria Monte d'Oro (1371 metri)                                             | 33,1 | 2,3  | TS        |
|                           | Muggia / Milje                                                                | 35,6 | 1,2  | TS        |
|                           | Confine di stato: Slovenia / Slovenija Rabuiese-Capodistria / Škofije - Koper | 36,8 | 0,0  | TS        |